# Pselaphochernes anachoreta
Pselaphochernes anachoreta es una especie de arácnido  del orden Pseudoscorpionida de la familia Chernetidae.

## Distribución geográfica
Se encuentra en España, Italia y en Irán.